# آلفونسو اونگریا
آلفونسو اونگریا (اسپانیایی: Alfonso Ungría‎؛ زادهٔ ۳۰ مارس ۱۹۴۳) کارگردان فیلم و فیلم‌نامه‌نویس اهل اسپانیا است.
از فیلم‌ها یا مجموعه‌های تلویزیونی که وی در آن‌ها نقش داشته‌است، می‌توان به مرد پنهان‌شده اشاره نمود.